# Викриття масового стеження у 2013 році
В середині 2013 року в новинних ЗМІ почали з'являтися повідомлення про те, що США (у співпраці з Австралією і Новою Зеландією) здійснюють перехоплення інформації на внутрішніх та міжнародних каналах зв'язку в набагато більших масштабах, ніж передбачалося раніше. Пізніше виявилося, що цим же займаються спеціальні служби Франції і Великої Британії.
Ґрунтуючись на секретних документах, переданих в ЗМІ Едвардом Сноуденом, журналісти повідомили, що розвідувальна діяльність спецслужб США і Великої Британії була спрямована не тільки проти іноземних держав, але і проти громадян США, а також проти союзників по НАТО та країн Європейського союзу.
Спочатку Сноуден встановив контакт з журналістом Гленом Грінвальдом і режисером-документалістом Лаурою Пойтрас, яка також залучив у цю справу репортера газети «Washington Post» Бартона Геллмана. Вони зустрілися зі Сноуденом в Гонконзі і майже щодня, починаючи з 6 червня 2013 р., публікували викриття діяльності спецслужб, в основному в газеті «The Guardian».

## Опис розвідувальних програм АНБ
6 червня 2013 року британська газета «The Guardian» почала публікувати одкровення тоді ще невідомого американського розвідника. Втім, його ім'я стало відомо вже через кілька днів: джерелом інформації виявився колишній системний аналітик ЦРУ і АНБ Едвард Сноуден. Ці публікації тривали більше місяця, і з них стало ясно, що АНБ здійснює безліч секретних розвідувальних програм, спрямованих на підслуховування телефонних розмов і перехоплення електронних повідомлень мільярдів людей з десятків країн. В якості об'єктів шпигунства, були особливо відзначені Китай, Іран, Пакистан, країни Європи і Латинської Америки, а також Австралія і Нова Зеландія. Виявилося, що здійснюється масовий негласний злив величезної кількості інформації прямо з центральних серверів і магістральних ліній зв'язку, розташованих в різних країнах по всьому світу.
Багато з цих розвідувальних програм дублювали одна одну й були пов'язані між собою в секретну інформаційно-комунікаційну систему. В них брало участь не тільки АНБ, але також Міністерство юстиції США та ФБР, яким це було дозволено законами США кшталт Закону про зовнішню розвідку США (2008) (англ. Foreign Intelligence Surveillance Act of 1978 Amendments Act of 2008), а також секретними судовими рішеннями, винесеними Судом у справах зовнішньої розвідки США (англ. United States Foreign Intelligence Surveillance Court). Крім того, в рамках багатьох розвідпрограмм АНБ здійснювалося пряме співробітництво не тільки між спецслужбами США, але і зі спецслужбами інших країн: наприклад, британським «Центром урядового зв'язку», австралійським «Управлінням радіотехнічної оборони». І не тільки з державними службами, але і з найбільшими приватними телекомунікаційними корпораціями та Інтернет-провайдерами: «Verizon», «Telstra», Google і Facebook..
Такі дії влади викликали підозри у грубому порушенні Четвертої поправки до Конституції США, що викликало цілий ряд відомих судових процесів, серед них: «Hepting против AT&T», «Jewel против АНБ», «Clapper против Amnesty International», «Al-Haramain Islamic Foundation проти Барака Обами» і «Center for Constitutional Rights проти Барака Обами». Уряд США також надав Інтернет-провайдерам, які здійснювали місцеву електронну розвідку, яка має зворотну силу імунітету від переслідування за законом
Стало відомо про існування таких таємних розвідувальних програм:
- PRISM — співпраця між АНБ та інтернет-провайдерами, в рамках якого провайдери надавали АНБ доступ до своїх серверів (прямий або непрямий — питання спірне),
- CO-TRAVELER — інструмент для відстеження пересування власників стільникових телефонів і виявлення їх прихованих контактів,
- Boundless Informant — комп'ютерна програма для візуалізації зібраних розвідданих
- X-Keyscore — програма для проведення різних видів пошуку серед зібраних розвідданих[7],
- Dropmire — спостереження за іноземними посольствами та дипломатичним персоналом,
- Fairview — програма стеження за користувачами мобільних телефонів на території іноземних держав (особливо за SMS-повідомленнями),
- «Upstream» (прикладом якої є «Кімната 641A») і Tempora — перехоплення інформації, переданої волоконно-оптичними лініями зв'язку й магістральними каналами Інтернету[8],
- Main CoreMain Core[en] — зберігання перехопленій фінансової інформації,
- Stellar Wind — глибинний аналіз зібраних розвідданих,
- ECHELON — радіоперехоплення супутникових каналів комерційного міжнародного зв'язку усіма країнами-учасницями Угоди про радіотехнічної розвідувальної діяльності (UKUS SIGINT),
- Insider Threat Program[en] — положення, що зобов'язує федеральних службовців доповідати про наявність «високоризикових людей або поведінку» серед своїх товаришів по службі і встановлює покарання для тих з них, хто відмовиться доносити на свого колегу[9],
- LOPERS — програмне забезпечення для ведення електронної розвідки в телефонних мережах загального користування[10],
- JUGGERNAUT — система для перехоплення інформації (включаючи розмови, факси, дані і текстові повідомлення), переданої по мережах мобільного зв'язку.

Ще кілька секретних програм згадуються у матеріалах Сноудена, але про них не відомо нічого або майже нічого, крім назв. До них належать: «ThinThread», «Nucleon» (мабуть, перехоплення розмов і голосових повідомлень), «Marina» (записи з Інтернету й основний інструмент АНБ для зберігання та аналізу «метаданих»), «Stormbrew», «Blarney», «Oakstar», «Pintaura» (автоматизація трафіку потоків даних), «TrafficThief», «Scissors», «Protocol Exploitation» (сортування даних для аналізу), «Fallout» і «Conveyance» (забезпечення фільтрації даних) (, «ShellTrumpet» (метадані з міжнародних каналів зв'язку), «MoonlightPath» і «Spinneret», «EvilOlive» (збір Інтернет-трафіку і даних), «SilverZephyr» and «Steel Knight».
Пізніше стало відомо і про те, що АНБ має можливості для отримання прихованого доступу до конфіденційних даних багатьох користувачів мобільних пристроїв, що працюють під управлінням ОС Android, iOS і BlackBerry, включаючи місцезнаходження пристрою, електронні записні книжки, SMS-повідомлення, файли та інші дані. Зокрема, в документах заявлялося, що якщо у агентства був доступ до комп'ютера, з яким синхронізується телефон, вдавалося отримати дані з iPhone. Документи свідчать, що масового злому смартфонів не відбувалось.

## Юридичні підстави
Відомі наступні нормативні правові акти, на підставі яких здійснювалися розвідувальні програми:
- Постанови судів, службові записки та інструкції:
  - Постанова Суду у справах зовнішньої розвідки США, прийнята у квітні 2013 року, зобов'язує компанію «Verizon» передавати в АНБ всю інформацію про телефонні дзвінки своїх абонентів (метадані, журналів).
  - Юридичне виправдання масового збору телефонних метаданих (офіційно випущене) (англ. Legal Justification of the bulk telephony metadata collection (officially released)).
  - Процедури встановлення негласного спостереження за іноземними громадянами 2009 р. (англ. 2009 Procedures for Targeting Foreigners for Surveillance).
  - Процедури мінімізації збору даних про громадян США 2009 р. (англ. 2009 Procedures for Minimizing collection on US Persons).
    - Посилання на зміни 2011 року у схвалених судом процедури мінімізації (англ. Reference to a 2011 Change in the court-approved Minimization Procedures), які дозволяли аналітикам АНБ проводити пошук в зібраних розвідданих по ідентифікаторах «громадян США», якщо вони це роблять під «ефективним» контролем керівництва АНБ (невідомо, чи був встановлений такий контроль і проводилися такі пошуки в дійсності)[19].

  - Директива президента США, що вийшла в жовтні 2012 р. (англ. October 2012 Presidential Policy Directive 20 (PPD20)), в якій дається юридичне визначення поняття «кібервійна» (англ. cyberwarfare).
  - Меморандум Майкла М'юкейсі 2007 року, що дає більш широкі повноваження (англ. 2007 Michael Mukasey memo proposing broader powers).
  - Список пріоритетних цілей і тем для розвідувальної діяльності США на квітень 2013 р. (англ. April 2013 list of US Spying targets and topics by priority). Найбільш пріоритетні держави в ньому: Іран, Росія, Китай, Пакистан, Північна Корея і Афганістан. Німеччина, Франція, Європейський Союз в цілому і Японія мають середній пріоритет. Італія та Іспанія — більш низький[20][21]

## Компанії, які співпрацюють зі спецслужбами
- Співробітництво з АНБ США За програмою PRISM: «AOL», «Apple», «Facebook», «Google», «Microsoft», «Paltalk», «Skype» и «Yahoo!».
- «Microsoft» також залишила для АНБ бекдор, що дозволяє обійти криптозахист на Outlook.com, і впровадила бекдор в модуль генератора псевдовипадкових чисел (ГПВЧ) ОС сімейства Windows, починаючи з Vista SP1, який є вирішальним фактором безпеки, зокрема систем шифрування, захисту та передачі інформації[22][23][24].У модуль вбудований алгоритм Dual EC DRBG, розроблений в АНБ США і прийнятий під їх тиском в якості стандарту NIST SP 800-90[25][26]. ГПВЧ у Windows 2000 і XP не містять бекдор, але також уразливі. Microsoft пообіцяла усунути недолік в XP SP3.[27][28].
- Компанії, які співробітничають з Центром урядового зв'язку Великої Британії:
  - «Verizon Business » (кодова назва «Dacron»).
  - «British Telecommunications» (кодова назва «Remedy»).
  - «Vodafone Cable» (кодова назва «Gerontic»).
  -  «Global Crossing» [en] (кодова назва «Pinnage»).
  - «Level 3 Communications» (кодова назва «Little»).
  -  «Viatel» [en] (кодова назва «Vitreous»).
  -  «Interoute» [en] (кодова назва «Streetcar»).
- Кодові назви компаній, які співпрацюють в рамках програми «Upstream»: BLARNEY, STORMBREW, FAIRVIEW і OAKSTAR. Але тут в різних джерелах наводиться суперечлива інформація: одні стверджують, що це — найменування развідпрограм[29][30], а в офіційній заяві АНБ під назвою «англ. The National Security Agency: Missions, Authorities, Oversight and Partnerships» говориться, що це — кодові назви співпрацюючих компаній[31][32]. У розвідпрограмі «Upstream» здійснюється збір даних з волоконно-оптичних кабелів і магістральних каналів Інтернету.
- Інші кодові назви фірм: LITHIUM.

## Бази даних АНБ
- «Pinwale»[en] — Повідомлення електронної пошти (email) та інші текстові повідомлення[33].
- «NUCLEON» — голосові записи (телефонні розмови та ін).
- «MAINWAY»[en] — телефонні метадані (наприклад, списки дзвінків)[34]
- «MARINA» — Метадані Інтернету (логи доступу в Інтернет окремих користувачів, логи серверів та інша інформація, що дозволяє відстежувати роботу конкретних людей в Мережі).
- Turbulence — об'єднання в одній базі даних про конкретні об'єкти (цілі), зібраних у різних джерелах і різними способами.

## Некатегоризовані і недостатньо описані кодові імена
- «Відділення операцій із спеціальними джерелами» (англ. Special Source Operations) — (логотип цієї програми (або підрозділу АНБ) присутній на більшості слайдів, які надіслані Сноуденом для секретної презентації; мабуть, відноситься до всіх програм співробітництва спецслужб з приватними фірмами)[35]
- CERF CALL MOSES1
- CONVEYANCE — Забезпечує фільтрацію
- EVILOLIVE — Збір даних і трафіку Інтернету
- FACELIFT[36]
- FALLOUT — Забезпечує фільтрацію
- MATRIX
- MOONLIGHTPATH
- PRINTAURA — Автоматизація потоків трафіку
- Protocol Exploitation — Сортування типів даних для аналізу
- RAMPART
- SCISSORS — Сортування типів даних для аналізу
- SHELLTRUMPET — Збір метаданих з міжнародних комунікацій
- SILVERZEPHYR
- SPINNERET
- STEELKNIGHT